# Futbol Club Rànger's
Futbol Club Rànger's (razão social: Restaurant Camping Valira Ranger's) é um clube andorrano com sede na cidade de Andorra la Vella. O clube foi fundado em 1981, e seus jogos como mandante são disputados no estádio Comunal d'Aixovall, embora possua um estádio próprio, a DEVK-Arena, em Sant Julià de Lòria.
Atualmente, disputa a 2ª divisão do Campeonato de Futebol de Andorra.

## História
Antes de ser campeão nacional, o FC Rànger's disputou a Copa Intertoto de 2005, enfrentando o Sturm Graz, obtendo um empate em 1 a 1 na primeira partida. Entretanto, o clube não foi páreo para os austríacos, que venceram por 5 a 0. Com o título do Campeonato Andorrano em 2005-06, jogou a fase preliminar da Copa da UEFA de 2006–07, e novamente foi eliminado, após perder os dois jogos contra o FK Sarajevo (3 a 0 na Bósnia e Herzegovina, 2 a 0 em Andorra).
Depois de conquistar o bicampeonato, a equipe entrou para a história do futebol andorrano ao tornar-se o primeiro representante do país na Liga dos Campeões da UEFA. Na edição de 2007–08, enfrentou os moldávios do Sheriff Tiraspol, caindo outra vez na fase preliminar, e novamente com um 5 a 0 na soma dos resultados. Desde então, o FC Rànger's entrou em declínio e foi rebaixado para a segunda divisão em 2008-09, voltando em 2011-12 e novamente caindo para o segundo nível do futebol andorrano, onde permanece desde então.

## Futsal
O FC Rànger's possui também uma equipe de futebol de salão, que venceu o Campeonato Andorrano da modalidade em 1996, 1997 e 2000.